# Episodi di Tales of Wells Fargo (terza stagione)
La terza stagione della serie televisiva Tales of Wells Fargo è andata in onda negli Stati Uniti dall'8 settembre 1958 al 15 giugno 1959 sulla NBC.
| nº | Titolo originale             | Prima TV USA      |
| -- | ---------------------------- | ----------------- |
| 1  | The Gambler                  | 8 settembre 1958  |
| 2  | The Manuscript               | 15 settembre 1958 |
| 3  | White Indian                 | 22 settembre 1958 |
| 4  | The Golden Owl               | 29 settembre 1958 |
| 5  | Faster Gun                   | 6 ottobre 1958    |
| 6  | Butch Cassidy                | 13 ottobre 1958   |
| 7  | End of the Trail             | 20 ottobre 1958   |
| 8  | A Matter of Honor            | 3 novembre 1958   |
| 9  | The Most Dangerous Man Alive | 10 novembre 1958  |
| 10 | The Gunfighter               | 17 novembre 1958  |
| 11 | The Deserter                 | 24 novembre 1958  |
| 12 | The Killer                   | 1º dicembre 1958  |
| 13 | The Counterfeiters           | 8 dicembre 1958   |
| 14 | Cow Town                     | 15 dicembre 1958  |
| 15 | The Happy Tree               | 22 dicembre 1958  |
| 16 | The Dealer                   | 29 dicembre 1958  |
| 17 | Showdown Trail               | 5 gennaio 1959    |
| 18 | Luke Frazer                  | 12 gennaio 1959   |
| 19 | Wild Cargo                   | 19 gennaio 1959   |
| 20 | The Cleanup                  | 26 gennaio 1959   |
| 21 | Fort Massacre                | 2 febbraio 1959   |
| 22 | The Town That Wouldn't Talk  | 9 febbraio 1959   |
| 23 | Lola Montez                  | 16 febbraio 1959  |
| 24 | The Branding Iron            | 23 febbraio 1959  |
| 25 | The House I Enter            | 2 marzo 1959      |
| 26 | The Legacy                   | 9 marzo 1959      |
| 27 | The Rawhide Kid              | 16 marzo 1959     |
| 28 | Toll Road                    | 23 marzo 1959     |
| 29 | The Tired Gun                | 30 marzo 1959     |
| 30 | Terry                        | 6 aprile 1959     |
| 31 | The Last Stand               | 13 aprile 1959    |
| 32 | Bob Dawson                   | 20 aprile 1959    |
| 33 | The Tall Texan               | 27 aprile 1959    |
| 34 | Doc Holliday                 | 4 maggio 1959     |
| 35 | Kid Curry                    | 11 maggio 1959    |
| 36 | The Little Man               | 18 maggio 1959    |
| 37 | The Daltons                  | 25 maggio 1959    |
| 38 | The Bounty Hunter            | 1º giugno 1959    |
| 39 | Clay Allison                 | 15 giugno 1959    |

## The Gambler
- Prima televisiva: 8 settembre 1958

### Trama
- Guest star: Tom Pittman (Bill Dowd), Wilton Graff (Roy Emmett), Richard Deacon (Sam Potter)

## The Manuscript
- Prima televisiva: 15 settembre 1958

### Trama
- Guest star: Edgar Buchanan (Bob Dawson), Charles Wagenheim (Quinn), Dan White (Nedy West), Roy Engel (sceriffo Anderson), Shary Layne (Helen), Robert Brubaker (Al Jones), Jay Jostyn (Paul Moran)

## White Indian
- Prima televisiva: 22 settembre 1958

### Trama
- Guest star: Richard Evans (ragazzo), Neil Hamilton (Niles Lawson), Elizabeth Harrower (Grace Lawson), Howard Negley (sceriffo)

## The Golden Owl
- Prima televisiva: 29 settembre 1958

### Trama
- Guest star: Elaine Edwards (Mary Farnum), Willis Bouchey (Sam Bankfort), Clarence Lung (Soo), Harold Fong (Wong)

## Faster Gun
- Prima televisiva: 6 ottobre 1958

### Trama
- Guest star: Tom Neal (Johnny Reno), William Bakewell (Savage), Robert J. Wilke (Simmons), Francis DeSales (Banner)

## Butch Cassidy
- Prima televisiva: 13 ottobre 1958
- Diretto da: Earl Bellamy
- Scritto da: D. D. Beauchamp, Mary Beauchamp

### Trama
- Guest star: Charles Bronson (Butch Cassidy), James Coburn (Idaho), Barbara Pepper (Boxcar Annie), Murvyn Vye (Virgie), Larry J. Blake (Posse Leader), Leonard P. Geer (scagnozzo)

## End of the Trail
- Prima televisiva: 20 ottobre 1958
- Diretto da: Earl Bellamy

### Trama
- Guest star: Mickey Finn (Ben Costa), Don C. Harvey (Fred Heston), William Benedict (Pringle), Jerry Summers (Little Wolf)

## A Matter of Honor
- Prima televisiva: 3 novembre 1958

### Trama
- Guest star: Mark Damon (Running Horse), King Calder (Fenton Hurley), Peter Coe (Eagle Wing), Joseph Vitale (Black Antelope)

## The Most Dangerous Man Alive
- Prima televisiva: 10 novembre 1958

### Trama
- Guest star: Claude Akins (John Leslie Nagel), Patricia Powell (Ellen Nagel), Frank McGrath (Jake Rivers), Ana Maria Majalca (Jeanie Two Eagles)

## The Gunfighter
- Prima televisiva: 17 novembre 1958

### Trama
- Guest star: Lyle Bettger (John Wesley Hardin), Jan Harrison (Jane Hardin), Joe Abdullah (sceriffo Welch), John Goddard (Pete Rucker)

## The Deserter
- Prima televisiva: 24 novembre 1958
- Diretto da: Earl Bellamy
- Scritto da: Dwight Newton

### Trama
- Guest star: Jennifer Lea (Ellen Rath), Dan Sheridan (colonnello Meston), Monte Hale (sergente Bergman), Mauritz Hugo (George Pierce), George Ross (Patrol Officer), Gil Perkins ( sentinella), Vance Skarstedt (Trucker), Charles Cooper (tenente William Rath)

## The Killer
- Prima televisiva: 1º dicembre 1958

### Trama
- Guest star: Paul Burke (Bud Crawford), Paul Fix (senatore Claymore), Addison Richards (Keely Crawford), George Keymas (Les Walker), Harry Strang (Pete Hampton)

## The Counterfeiters
- Prima televisiva: 8 dicembre 1958
- Diretto da: Earl Bellamy
- Scritto da: Martin Berkeley, Clark Reynolds

### Trama
- Guest star: John Beradino (George Kendall), Patricia Donahue (Joyce Kendall), Milton Frome (Mel Carter), Don Kennedy (Bill), Robert Carson (sceriffo), Robert Bice (Hank), Neil Grant (scagnozzo), Kit Carson (guardia carceraria)

## Cow Town
- Prima televisiva: 15 dicembre 1958

### Trama
- Guest star: Jack Lambert (Luke Stevens), John Alvin (Joe Rivers), Guinn 'Big Boy' Williams (Mike Forbes), Dan Riss (Charlie)

## The Happy Tree
- Prima televisiva: 22 dicembre 1958
- Diretto da: Earl Bellamy
- Scritto da: Samuel A. Peeples

### Trama
- Guest star: John Frederick (Tenny Jackson), Bob Steele (Jake Kramer), Alan Reynolds (John Wynfield), Brad Morrow (Jimmy Kramer), Kay Stewart (Martha Benson)

## The Dealer
- Prima televisiva: 29 dicembre 1958

### Trama
- Guest star: Vic Perrin (Langford Peel), Jeanne Bates (Florence Peel), Johnny Crawford (Tommy Peel), Michael de Carlo (Keen)

## Showdown Trail
- Prima televisiva: 5 gennaio 1959

### Trama
- Guest star: Will Wright (Joe Dooley), Stanley Clements (Ed Dooley), Myron Healey (Pat Dooley), Frank Watkins (Sam Dooley), Gloria Talbott (Fay Dooley)

## Luke Frazer
- Prima televisiva: 12 gennaio 1959

### Trama
- Guest star: Wally Brown (Ed), John Dierkes (Scanlon), Charles Quinlivan (Luke Frazer)

## Wild Cargo
- Prima televisiva: 19 gennaio 1959

### Trama
- Guest star: Adele Mara (Theo), Dorothy Partington (Sis), Monica Lewis (Moll), Nancy Kilgas (Gee Gee), Cliff Ketchum (Frank), Henry Corden (Renner), Brad Johnson (Joe Shields)

## The Cleanup
- Prima televisiva: 26 gennaio 1959

### Trama
- Guest star: James Bell (sceriffo Pete Haney), Julie Van Zandt (Lucy Haney), Harry Fleer (Matt Carson), Kem Dibbs (Laredo), L. Q. Jones (Wes)

## Fort Massacre
- Prima televisiva: 2 febbraio 1959
- Diretto da: Earl Bellamy
- Scritto da: David Chantler

### Trama
- Guest star: Walter Stocker (tenente Kimball), Lane Bradford (sergente Condon), Charmienne Harker (Mrs. Oliver), Pete Dunn (Billy Welch)

## The Town That Wouldn't Talk
- Prima televisiva: 9 febbraio 1959

### Trama
- Guest star: Linda Leighton (Martha Cook), Charlie Hayes (Ed Cook), Sydney Mason (Phin Teller), Bill Erwin (Justin Peevy)

## Lola Montez
- Prima televisiva: 16 febbraio 1959

### Trama
- Guest star: Rita Moreno (Lola Montez), Robert Anderson (Zach), Chubby Johnson (Pete), Ralph Reed (Milt), Hank Patterson (Larson)

## The Branding Iron
- Prima televisiva: 23 febbraio 1959

### Trama
- Guest star: Ann Rutherford (Etta), Willard Sage (Bravender), J. Edward McKinley (sceriffo Welk), Earl Robie (Little Jim), Terry Burnham (Josie)

## The House I Enter
- Prima televisiva: 2 marzo 1959

### Trama
- Guest star: Michael Hinn (Vince), Alan Baxter (dottore), Christopher Cornish (Ollie), Chuck Courtney (Leroy), Luana Patten (Tina)

## The Legacy
- Prima televisiva: 9 marzo 1959

### Trama
- Guest star: William Joyce (Tom Casement), Sandra Knight (Sally Gannon), Will Wright (Jeff Parris), Emile Meyer (Bob Gannon)

## The Rawhide Kid
- Prima televisiva: 16 marzo 1959

### Trama
- Guest star: Troy Donahue (Smith), Roy Barcroft (sceriffo Turner), Jackie Russell (Nora)

## Toll Road
- Prima televisiva: 23 marzo 1959

### Trama
- Guest star: Frank Ferguson (Huckaby), Loren Tindall (Buff), Elmore Vincent (Fred), Will J. White (Henry), Angela Greene (Kitty), Jacqueline Holt (Ada), Dorothy Granger (Mrs. Campbell)

## The Tired Gun
- Prima televisiva: 30 marzo 1959

### Trama
- Guest star: Nick Adams (Ira Watkins), Penny Edwards (Pearl), Harry Shannon (Tobey)

## Terry
- Prima televisiva: 6 aprile 1959
- Diretto da: Earl Bellamy
- Scritto da: Dwight Newton, William F. Leicester
- Soggetto di: William F. Leicester

### Trama
- Guest star: Judi Meredith (Terry Tate), Steven Ritch (Homer Beasley), Trevor Bardette (Sam Tate), Johnny Western (Jack Barton), John Culmer (Charlie), Kit Carson (sceriffo)

## The Last Stand
- Prima televisiva: 13 aprile 1959

### Trama
- Guest star: Eddy Waller (Pat Rankin), John Harmon (Long), Richard Crane (Jackman), Jon Locke (Reese), Terry Frost (Tate)

## Bob Dawson
- Prima televisiva: 20 aprile 1959

### Trama
- Guest star: Edgar Buchanan (Bob Dawson), Jim Bannon (Marshal), Mel Pogue (Williams)

## The Tall Texan
- Prima televisiva: 27 aprile 1959

### Trama
- Guest star: John Reach (Kilpatrick), Merry Anders (Laurie), Clay Randolph (Will Carver), Jonathan Hole (Miller), Keith Richards (Wylie)

## Doc Holliday
- Prima televisiva: 4 maggio 1959
- Diretto da: Earl Bellamy
- Scritto da: Martin Berkeley, Robert Giles

### Trama
- Guest star: Martin Landau (Doc Holliday), Whitney Blake (Amy), Henry Hunter (Conway)

## Kid Curry
- Prima televisiva: 11 maggio 1959

### Trama
- Guest star: Phillip Pine (Kid Curry), John Cliff (Turner), Nancy Valentine (Jennie)

## The Little Man
- Prima televisiva: 18 maggio 1959

### Trama
- Guest star: Walter Burke (Marty), Read Morgan (Jeff), Steve Mitchell (Frank Lucas), Kate Manx (Julie), Quintin Sondergaard (Sam)

## The Daltons
- Prima televisiva: 25 maggio 1959

### Trama
- Guest star: Don Kelly (Bob Dalton), Harry Harvey, Jr. (Emmett Dalton), John Milford (Cowley), Jeanette Nolan (Ma Dalton)

## The Bounty Hunter
- Prima televisiva: 1º giugno 1959

### Trama
- Guest star: Darryl Hickman (Don Francis), Mort Mills (Jeff Briscoe), Betty Lynn (Mary Francis)

## Clay Allison
- Prima televisiva: 15 giugno 1959
- Diretto da: Sidney Salkow
- Scritto da: Clark Reynolds, Martin Berkeley

### Trama
- Guest star: Warren Stevens (Clay Allison), Jeanne Cooper (Duchess), Barry Kelley (Pat Hendrix), Baynes Barron (Ned Taggert)